# Jazz na ulicach (singel)
Jazz na ulicach – trzeci singel promujący album studyjny Marii Sadowskiej o tym samym tytule. Gościnnie zaśpiewała tu Urszula Dudziak. To nowoczesny, dynamiczny utwór jazzowy, wzbogacany rytmami latynoskimi i rapem.

## Notowania
- Lista Przebojów Trójki: 24[2]
- Lista Przebojów Radia Merkury Poznań: 23[3]
- Lista przebojów RagaTop Radia Olsztyn: 32[4]

## Teledysk
Wideoklip ze scenariuszem i w reżyserii Marii Sadowskiej, ze zdjęciami Yanna Seweryna zadebiutował w serwisie YouTube 7 sierpnia 2014. Obraz powstał z pomysłu i zaangażowania studentów PWSFTviT w Łodzi.